# Wax Poetic (album)
A Wax Poetic a Wax Poetic együttes 2000. június 20-án megjelent albuma.

## Számok
1. Intro
2. Angels
3. Driftin'
4. Selim II
5. Technologie
6. N.Y.C.
7. Rootgroove
8. Megaphone
9. Dreamin'
10. Bud
11. His Story
12. Don't Leave Him Alone
13. Purple Elephants
14. Interlude: Bass
15. On
16. Interlude: Guitar
17. Mother Earth
18. Changes